# Limnomys sibuanus
Limnomys sibuanus é uma espécie de roedor da família Muridae.
Apenas pode ser encontrada nas Filipinas.